# ایوانوفکا (شهرستان زیانچورینسکی، باشقیرستان)
ایوانوفکا (انگلیسی: Ivanovka, Zianchurinsky District, Republic of Bashkortostan) یک شهرک در شهرستان زیانچورینسکی استان باشقیرستان کشور روسیه است.